# Ботанический сад Ланкастер
Ботанический сад Ланкестер (исп. Jardín Botánico Lankester) — ботанический сад в городе Параисо провинции Картаго (Коста-Рика).
Площадь сада 10,7 га. Расстояние до Сан-Хосе, столицы Коста-Рики, около 45 минут на машине.
Работает с 8:30 по 16:30 ежедневно, но посетители могут оставаться в саду до 17:30.
Открыт на протяжении всего года.

## История
Начиная с 1940 года британский натуралист, любитель орхидей Чарльз Х. Ланкастер изучал и выращивал эпифитные растения Коста-Рики. Он посвятил свою жизнь созданию частного сада на своей ферме. После его смерти стала очевидной важность сохранения сада. Благодаря совместным усилиям Американского общества любителей орхидей и Ассоциации садоводства Стэнли Смита сад был подарен Университету Коста-Рики 2 марта 1973 года.

## Описание ботанического сада
Ботанический сад Ланкастер имеет коллекцией орхидей, которая является одной из крупнейших в мире, здесь растет почти 15 000 орхидей около 1000 видов, большинство из которых из Центральной Америки. Большинство видов орхидей цветет в период с февраля по апрель.
Ботанический сад также имеет другие коллекции тропических растений:
- Коллекция пальмовых, в том числе персиковая пальма («Bactris gasipaes») и декоративные растения рода хамедорея («Chamaedorea»).
- Коллекция бамбуков, одна из важнейших коллекций в стране, и роща «Phyllostachys Aurea».
- Коллекция «Heliconias», где более чем 100 местных и экзотических видов «Heliconia» растет вместе с банановыми, марантовыми («Marantaceae») и имбирными растениями.
- Коллекция бромелиевых.
- Кактусы, агавы, толстянковые, молочайные и лилейные.
- Лес с различными видами деревьев площадью около 6 гектаров.

Ботанический сад является составной частью Университета Коста-Рики и организует различные открытые курсы, где можно узнать все, что связано с выращиванием орхидей и использованием лекарственных растений.
- Вход в ботанический сад
- Вид на ботанический сад Ланкестер
- Орхидеи
- Guarianthe skinneri, национальный цветок Коста-Рики